# Leichtathletik-Europameisterschaften 2010/Teilnehmer (Italien)
Italien meldete 74 Sportler, davon 45 Männer und 29 Frauen, für die Leichtathletik-Europameisterschaften 2010 vom 27. Juli bis zum 1. August in Barcelona.
| Wettbewerb        | Männer | Frauen                                                                                          |
| ----------------- | --- | ----------------------------------------------------------------------------------------------- |
| 100 m             | Fabio Cerutti (11. Platz) Simone Collio (Disqualifiziert) Emanuele Di Gregorio (7. Platz) Giovanni Tomasicchio (Keine Teilnahme) | Manuela Levorato (27. Platz)                                                                    |
| 200 m             | Matteo Galvan (17. Platz) | Giulia Arcioni (15. Platz)                                                                      |
| 400 m             | Andrea Barberi Claudio Licciardello Marco Vistalli                                                                               | Libania Grenot (4. Platz) Marta Milani (7. Platz)                                               |
| 800 m             | Giordano Benedetti Lukas Rifesser Mario Scapini                                                                                  | Elisa Cusma Piccione (9. Platz) Daniela Reina (20. Platz)                                       |
| 1500 m            | Christian Obrist (7. Platz) | Elisa Cusma Piccione                                                                            |
| 5000 m            | Stefano La Rosa Daniele Meucci                                                                                                   | Elena Romagnolo                                                                                 |
| 10.000 m          | Andrea Lalli Daniele Meucci | Federica Dal Rì                                                                                 |
| Marathon          | Ottaviano Andriani Stefano Baldini Migidio Bourifa Daniele Caimmi Denis Curzi Ruggero Pertile                                    | Rosaria Console Anna Incerti Deborah Toniolo                                                    |
| 100 m Hürden      | – | Marzia Caravelli                                                                                |
| 110 m Hürden      | Stefano Tedesco | –                                                                                               |
| 400 m Hürden      | Giacomo Panizza | Manuela Gentili                                                                                 |
| Hochsprung        | Filippo Campioli Silvano Chesani Marco Fassinotti                                                                                | Antonietta Di Martino Raffaella Lamera                                                          |
| Stabhochsprung    | Giuseppe Gibilisco Giorgio Piantella                                                                                             | Elena Scarpellini                                                                               |
| Weitsprung        | Emanuele Formichetti Andrew Howe Stefano Tremigliozzi                                                                            |                                                                                                 |
| Dreisprung        | Fabrizio Donato Daniele Greco Fabrizio Schembri                                                                                  | Simona La Mantia                                                                                |
| Kugelstoßen       | | Chiara Rosa                                                                                     |
| Diskuswurf        | | Laura Bordignon                                                                                 |
| Hammerwurf        | Nicola Vizzoni | Silvia Salis                                                                                    |
| Speerwurf         | | Zahra Bani                                                                                      |
| 20 km Gehen       | Ivano Brugnetti Giorgio Rubino Alex Schwazer                                                                                     | Sibilla Di Vincenzo                                                                             |
| 50 km Gehen       | Marco De Luca Alex Schwazer | –                                                                                               |
| 4 × 100 m Staffel | Maurizio Checcucci Simone Collio Emanuele Di Gregorio Roberto Donati Jacques Riparelli Giovanni Tomasicchio                      | Audrey Alloh Giulia Arcioni Martina Giovanetti Tiziana Grasso Manuela Levorato Jessica Paoletta |
| 4 × 400 m Staffel | Andrea Barberi Domenico Fontana Luca Galletti Matteo Galvan Claudio Licciardello Marco Vistalli                                  | Chiara Bazzoni Elena Bonfanti Libania Grenot Marta Milani Daniela Reina Maria Enrica Spacca     |